# Yepeto
Yepeto è un film del 1999 diretto da Eduardo Calcagno e tratto dall'omonima opera teatrale di Roberto Cossa, anche autore della sceneggiatura in collaborazione con Calcagno.

## Trama
Yepeto è uno scrittore prestigioso sulla cinquantina che detiene una cattedra di letteratura in una Facoltà Universitaria. L'uomo inizia a sentirsi appassionatamente attratto da Cecilia, una sua studentessa diciottenne, e allo stesso tempo stringe amicizia con Antonio, giovane ed attraente atleta nonché fidanzato di Cecilia.

## Accoglienza

### Critica
Gustavo Noriega su El Amante del Cine ha scritto:

Diego Battle su La Nación ha scritto:
Ricardo García Oliveri ha affermato su Clarín:

Manrupe e Portela hanno scritto:

## Riconoscimenti
- 1999 - Biarritz International Festival of Latin American Cinema
  - Golden Sun
  - Miglior attore
- 1999 - Festival Internacional del Nuevo Cine Latinoamericano de La Habana
  - Miglior sceneggiatura
  - Glauber Rocha Award - Special Mention
  - Grand Coral - Third Prize
  - Vigía Award
- 2000 - Asociación de Cronistas Cinematográficos de la Argentina
  - Miglior attore
  - Miglior sceneggiatura adattata
  - Nomination Miglior film
  - Nomination Miglior attrice non protagonista ad Alejandra Flechner
- 2000 - Fribourg International Film Festival
  - Award of the Pestalozzi Children's Village Foundation
  - Nomination Grand Prix
- 2000 - Miami Hispanic Film Festival
  - Miglior attore
  - Miglior sceneggiatura